# Баевский район
Ба́евский райо́н — административно-территориальное образование (сельский район) и муниципальное образование (муниципальный район) в  Алтайском крае России.
Административный центр — село Баево, расположенное в 230 км к западу от Барнаула.

## География
Район расположен в северо-западной части края. Граничит с Каменским, Тюменцевским, Завьяловским, Благовещенским, Суетским и Панкрушихинским районами края.
Рельеф — слабоволнистая равнина приобской лесостепи. На территории района расположено более 130 озёр и естественных водоёмов, в том числе Лена, Баево, Долгое, Мостовое, Камышное и др. В трёх километрах от с. Баево находится оз. Солёное, которое по своим свойствам относится к наиболее целебным. Протекают реки Кулунда, Прослауха, Чуман, Пайвёнок. С севера на юг территорию района пересекает Кулундинский магистральный канал.
Почвы чернозёмные, встречаются солончаки. В северной части района берёзовые колки, в восточной — смешанный лес, западная и южная — степные. Произрастает берёза, осина, тополь, сосна, жёлтая акация, боярышник, шиповник, калина. Климат континентальный. Средняя температура января −18,7 °C, июля +19,4 °C. Годовое количество осадков 330 мм.

## Население
| 1959    | 1996    | 1997    | 1998    | 1999    | 2000    | 2001    | 2002    | 2003    |
| ------- | ------- | ------- | ------- | ------- | ------- | ------- | ------- | ------- |
| 23 398  | ↘15 000 | ↘14 700 | ↘14 501 | ↘14 300 | ↘14 200 | ↘14 100 | ↘13 700 | ↘13 503 |
| 2004    | 2005    | 2006    | 2007    | 2008    | 2009    | 2010    | 2011    | 2012    |
| ↘13 160 | ↘12 879 | ↘12 595 | ↘12 339 | ↘12 144 | ↘11 754 | ↘10 979 | ↘10 912 | ↘10 535 |
| 2013    | 2014    | 2015    | 2016    | 2017    | 2018    | 2019    | 2020    | 2021    |
| ↘10 210 | ↘9946   | ↘9698   | ↘9511   | ↘9362   | ↘9238   | ↘9018   | ↘8837   | ↘8277   |

### Национальный состав[16]
| национальность | мужчин | женщин | всего | %    |
| -------------- | ------ | ------ | ----- | ---- |
| русские        | 5998   | 6859   | 12857 | 94,5 |
| немцы          | 181    | 188    | 369   | 2,7  |
| украинцы       | 95     | 95     | 190   | 1,4  |
| цыгане         | 11     | 16     | 27    | 0,2  |
| татары         | 7      | 15     | 22    | 0,16 |
| белорусы       | 11     | 9      | 20    | 0,15 |
| армяне         | 8      | 4      | 12    | 0,09 |
| азербайджанцы  | 8      | 3      | 11    | 0,08 |

## Административно-муниципальное устройство
Баевский район с точки зрения административно-территориального устройства края включает 8 административно-территориальных образований — 8 сельсоветов.
Баевский муниципальный район в рамках муниципального устройства включает 8 муниципальных образований со статусом сельских поселений:
| № | Сельское поселение        | Административный центр | Количество населённых пунктов | Население (чел.) | Площадь (км²) |
| - | ------------------------- | ---------------------- | ----------------------------- | ---------------- | ------------- |
| 1 | Баевский сельсовет        | село Баево             | 1                             | ↘3889            | 333,49        |
| 2 | Верх-Пайвинский сельсовет | село Верх-Пайва        | 1                             | ↘531             | 262,95        |
| 3 | Верх-Чуманский сельсовет  | село Верх-Чуманка      | 1                             | ↘729             | 373,97        |
| 4 | Нижнечуманский сельсовет  | село Нижнечуманка      | 5                             | ↘1285            | 523,91        |
| 5 | Паклинский сельсовет      | село Паклино           | 2                             | ↘436             | 225,29        |
| 6 | Плотавский сельсовет      | село Плотава           | 2                             | ↘708             | 345,49        |
| 7 | Прослаухинский сельсовет  | село Прослауха         | 2                             | ↘379             | 295,55        |
| 8 | Ситниковский сельсовет    | село Ситниково         | 1                             | ↘590             | 200,96        |

Законом Алтайского края от 30 июня 2015 года № 61-ЗС, Нижнепайвинский и Нижнечуманский сельсоветы были преобразованы, путём их объединения, в Нижнечуманский сельсовет с административным центром в селе Нижнечуманка.

### Населённые пункты
В Баевском районе 15 населённых пунктов.
| №  | Населённый пункт | Тип     | Население | Сельское поселение        |
| -- | ---------------- | ------- | --------- | ------------------------- |
| 1  | Баево            | село    | ↘3889     | Баевский сельсовет        |
| 2  | Верх-Пайва       | село    | ↘531      | Верх-Пайвинский сельсовет |
| 3  | Верх-Чуманка     | село    | ↘729      | Верх-Чуманский сельсовет  |
| 4  | Капустинка       | посёлок | →40       | Прослаухинский сельсовет  |
| 5  | Нижнепайва       | село    | ↘294      | Нижнечуманский сельсовет  |
| 6  | Нижнечуманка     | село    | ↘861      | Нижнечуманский сельсовет  |
| 7  | Павловка         | село    | ↘63       | Нижнечуманский сельсовет  |
| 8  | Паклино          | село    | ↘306      | Паклинский сельсовет      |
| 9  | Плотава          | село    | ↘717      | Плотавский сельсовет      |
| 10 | Покровка         | село    | ↘226      | Нижнечуманский сельсовет  |
| 11 | Прослауха        | село    | ↘457      | Прослаухинский сельсовет  |
| 12 | Рыбные Борки     | посёлок | ↗57       | Нижнечуманский сельсовет  |
| 13 | Сафроново        | село    | ↘246      | Паклинский сельсовет      |
| 14 | Ситниково        | село    | ↘590      | Ситниковский сельсовет    |
| 15 | Чуманка          | село    | ↘193      | Плотавский сельсовет      |

Упразднённые населённые пункты:
- 1983 год — посёлок Шемонаевка;
- 1985 год — посёлок Преображенка;
- 1986 год — посёлки Берёзовский, Весёлый и Красный Урал.

## Экономика
Основное направление экономики — сельское хозяйство: зерновое производство, мясо-молочное животноводство. На территории района находятся сельскохозяйственные предприятия, хлебокомбинат, мельницы, строительные, коммунальные, автотранспортное, бытовые организации, предприятия общественного питания.

## Транспорт
По территории района проходят автодороги «Завьялово — Камень-на-Оби», «Баево — Тюменцево — Юдиха».

## Интересные факты
На территории района рядом с поселком Мурашкино 19 июня 1963 года совершила посадку первая женщина-космонавт планеты Земля Валентина Терешкова. На берегу Кулундинского канала установлен памятник, посвященный этому событию.[значимость факта?]